# میشیما یوکیو
یوکیو میشیما (به ژاپنی: 三島 由紀夫، Mishima Yukio) نام ادبیِ کیمیتاکه هیرائوکا (به ژاپنی: 平岡 公威، Hiraoka Kimitake) (۱۴ ژانویهٔ ۱۹۲۵ – ۲۵ نوامبر ۱۹۷۰) نویسنده، شاعر، نمایشنامه‌نویس، بازیگر و کارگردان نامدار ژاپنی بود که سه بار کاندیدای جایزه نوبل ادبیات شد و یکی از بزرگترین نویسندگان سده بیستم ژاپن به‌شمار می‌رود. کارهای پیشروی او آمیزه‌ای از زیبایی‌شناسی‌های امروزین و سنتی هستند که با شکستن مرزهای فرهنگی، بر جنسیت، مرگ و تغییرات سیاسی تأکید می‌کنند. او همچنین به خاطر خودکشی به روش هاراکیری شناخته می‌شود. او همچنین در کنار نویسندگی و سرودن شعر، در چند فیلم سینمایی از جمله در فیلمِ هراسان از مرگ (۱۹۶۰) به ایفای نقش پرداخت.

## نویسندگی
میشیما یوکیو در سال ۱۹۴۹ با کتاب اعترافات یک نقاب پا به عرصه ادبی ژاپن گذاشت. در ادامه با نوشتن انبوهی داستان‌ عامه‌پسند و همچنین ادبیات فاخر و ده‌ها نمایشنامه‌ نو (تئاتر سنتی ژاپن) برای خود در طبقه فرهیخته ژاپن جایی پیدا کرد. او به شدت تحت تاثیر فلسفه و فرهنگ اروپایی از جمله فریدریش نیچه و آثار رمانتیک متاخر بود.
از آثار مهم او می‌توان به چهارگانه دریای حاصل‌خیزی اشاره کرد؛ که به مسئله تناسخ در چند نسل می‌پردازد. همچنین رمان معبد طلایی از دیگر آثار شاخص او به‌شمار می‌رود. رمان کوتاه آوای امواج نوشته میشیما نیز داستانی عاشقانه است که موفق به دریافت جایزه شینچوشا شد. نمایشنامهٔ بانو آئویی میشیما را بهرام بیضایی در تهران به نمایش درآورده است.
میشیما یوکیو در صبح آخرین روز زندگی خود آخرین کتاب از چهارگانه‌اش به نام دریای حاصلخیزی را برای ناشر پست کرد.

## مرگ

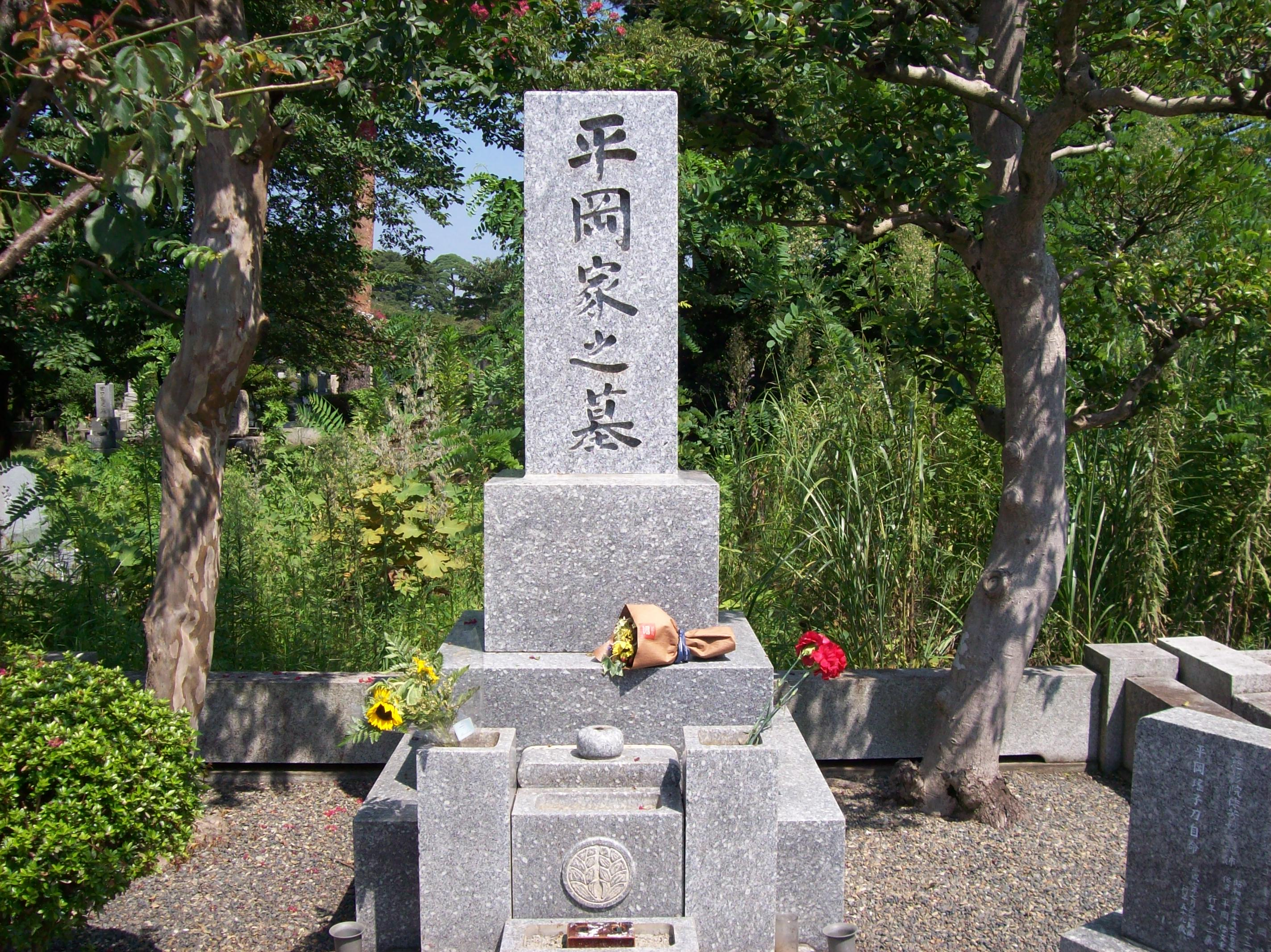
مقبره یوکیو میشیما در گورستان تاما

در دهه ۱۹۶۰ فاز سیاسی زندگی میشیما آغاز شد. یوکیو میشیما در ۱۹۶۷ در نیروی زمینی دفاع از خود ژاپن نام‌نویسی کرد و آموزش‌های اولیه نظامی را دید. سال بعد، او تاتنوکای (Tatenokai به معنی انجمن سپر) را بنیان نهاد که گروهی شبه‌نظامی از دانشجویان جوانی بود که به فراگیری هنرهای رزمی و تمرینات سخت بدنی می‌پرداختند و سوگند دفاع از امپراتور ژاپن را خورده‌بودند.
در ۲۵ نوامبر ۱۹۷۰ او و چهار نفر از اعضای تاتنوکای با دست‌آویز کردن موضوعی، از فرماندهی نیروهای دفاع از خود ژاپن در منطقه ایچیگایای شهر توکیو بازدید کردند. آن‌ها در دفتر فرمانده سنگربندی کرده و او را به صندلی بستند و اطلاعیه و نیز خواسته‌های خود را که از قبل بر پرچمی آماده کرده‌بودند برافراشتند. او مخالف قانون اساسی و همچنین دولتی بود که از طرف امریکا حمایت می‌شد.
سپس میشیما به بالکن دفتر رفته و سربازان را به گرد آمدن فراخواند. او تلاش کرد که سربازان را به کودتا تشویق کند. او سربازان را به خاطر فرمانبرداری بی‌چون‌وچرا سرزنش کرد و از آنها خواست تا امپراتور را در جایگاه خداوندی زنده و رهبر ملی، به مقام و قدرت پیش از جنگ جهانی دوم برگردانند.
سربازان ابتدا سکوت کردند. اما خیلی زود به هو کردن و تمسخر او به‌دست سربازان منجر شد. او پس از چند دقیقه سخنانش را رها کرد و به داخل دفتر برگشت و گفت: «فکر نمی‌کنم حرف مرا درست شنیده باشند». سپس زانو زد و هاراکیری کرد. وظیفه بریدن سر او (به ژاپنی: کایشاکونین) نیز بر عهده یکی از چهار نفر اعضای تاتنوکای، ماساکاتسو موریتا گذاشته‌شد که پس از چندین بار تلاش نتوانست آن را به‌درستی انجام دهد. بنابراین هیرویاسو کوگا به جای او این کار را انجام داد. سپس موریتا نیز هاراکیری کرد و کوگا سر او را از بدن جدا کرد.
سنت دیگری که در این مراسم انجام می‌شود نوشتن شعر مرگ است که میشیما پیش از وارد شدن به دفتر آن را انجام داده‌بود. او نقشه این خودکشی را دست‌کم از یکسال پیش به دقت آماده کرده‌بود و حتی پول دفاع قانونی در دادگاه از سه نفر دیگر اعضای تاتنوکای را نیز آماده کرده‌بود.

## آثار
مهم‌ترین آثار میشیما عبارتند از:
- ۱۹۵۴ - آوای امواج (به انگلیسی: The Sound of Waves)
- ۱۹۵۶ - معبد طلایی (به انگلیسی: The Temple of the Golden Pavilion)
- ۱۹۶۵–۷۰ - چهارگانهٔ دریای حاصلخیزی(۱-برف بهاری ۲-اسبهای لگام گسیخته ۳-معبد سپیده دم ۴- زوال فرشته) (به انگلیسی: The Sea of Fertility tetralogy)
- ۱۹۶۸- آفتاب و فولاد (به انگلیسی: Sun and Steel) - ترجمه فارسی: فردین توسلیان، نشر آنیما-۱۳۹۶

## آثار ترجمه‌شده به فارسی
از یوکیو میشیما آثار متعددی به زبان فارسی ترجمه و با مشخصات زیر به چاپ رسیده‌اند.
- م‍ی‍ش‍ی‍م‍ا، ی‍وک‍ی‍و، آفتاب و فولاد: دیدگاه‌هایی شخصی درباره‌ی هنر، عمل و مرگ معنوی، ترجمۀ فردین توسلیان، تهران: آنیما‏‫، ۱۳۹۶.‬
- م‍ی‍ش‍ی‍م‍ا، ی‍وک‍ی‍و، آوای امواج، ترجمۀ فرناز حائری، تهران: نشر قطره‏‫، ۱۳۹۵؛ تهران: کتابسرای میردشتی: نشر قطره، ۱۴۰۰.‬‬‬
  - م‍ی‍ش‍ی‍م‍ا، ی‍وک‍ی‍و، آوای موج‌ها، ترجمۀ غلامحسین سالمی، تهران: انتشارات نگاه‏‫، ۱۴۰۰.‬‬
- م‍ی‍ش‍ی‍م‍ا، ی‍وک‍ی‍و، اس‍ب‌ه‍ای‌ ل‍گ‍ام‌‌گ‍س‍ی‍خ‍ت‍ه‌، ت‍رج‍مۀ ف‍ری‍ب‍رز م‍ج‍ی‍دی‌، ت‍ه‍ران‌: ن‍ش‍ر ق‍طره‌، ۱۳۷۱.
  - م‍ی‍ش‍ی‍م‍ا، ی‍وک‍ی‍و، اسب‌های لگام‌گسیخته، ترجمۀ غلامحسین سالمی، تهران: انتشارات نگاه‏‫، ‫۱۳۹۹.‬‬‬
- م‍ی‍ش‍ی‍م‍ا، ی‍وک‍ی‍و، ب‍ان‍و آئ‍وی‍ی‌، ت‍رج‍مۀ ه‍وش‍ن‍گ‌ ح‍س‍ام‍ی‌، ت‍ه‍ران‌: ت‍ج‍رب‍ه‌، ۱۳۷۶؛ تهران: مؤسسۀ نگارش الکترونیک کتاب، ‏‫‬‏۱۳۹۴؛ تهران: مؤسسۀ نگارش الکترونیک کتاب: تجربه‏‫، ۱۳۹۵؛ تهران: نشر چشمه‏‫، ۱۳۹۶.‬‬‮
  - م‍ی‍ش‍ی‍م‍ا، ی‍وک‍ی‍و، بانو آئویی، در مرگ در می‌زند، مجموعۀ تجربه‌های کوتاه (ده نمایش‌نامه اول)، ترجمه هوشنگ حسامی، تهران: تجربه‏‫، ۱۳۸۹؛ صص ۵۵-۹۴.
- م‍ی‍ش‍ی‍م‍ا، ی‍وک‍ی‍و، ب‍رف‌ ب‍ه‍اری‌، ت‍رج‍م‍ۀ غ‍لام‍ح‍س‍ی‍ن‌ س‍ال‍م‍ی‌ و س‍م‍ی‍ا ص‍ی‍ق‍ل‍ی‌، ت‍ه‍ران‌: ن‍ش‍ر ق‍طره‌، ۱۳۶۹؛ تهران: نگاه‏‫، ۱۳۹۱.‬
- م‍ی‍ش‍ی‍م‍ا، ی‍وک‍ی‍و، حراج، ترجمۀ هوشنگ حسامی، ت‍ه‍ران‌: ت‍ج‍رب‍ه‌، ۱۳۷۹؛ تهران: مؤسسۀ نگارش الکترونیک کتاب‏‫، ‏‫‬‏۱۳۹۴؛ تهران‏‫: نشر چشمه‬‏‫، ‏‫۱۳۹۶.‬‬
- م‍ی‍ش‍ی‍م‍ا، ی‍وک‍ی‍و، دری‍ان‍وردی‌ ک‍ه‌ از چ‍ش‍م‌ دری‍ااف‍ت‍اد، ت‍رج‍م‍ۀ ه‍رم‍ز ع‍ب‍دال‍ل‍ه‍ی‌، ت‍ه‍ران‌: ن‍ی‍ل‍وف‍ر، ۱۳۸۳.
  - م‍ی‍ش‍ی‍م‍ا، ی‍وک‍ی‍و، ‏دریانوردی که از چشم دریا افتاد، ترجمۀ مریم رضایی، تهران: نشر سنگ، ‏‫۱۴۰۰.‬
- م‍ی‍ش‍ی‍م‍ا، ی‍وک‍ی‍و، زوال‌ ف‍رش‍ت‍ه‌، ت‍رج‍م‍ۀ غ‍لام‍ح‍س‍ی‍ن‌ س‍ال‍م‍ی‌، ت‍ه‍ران‌: ک‍ت‍اب‌ م‍ه‍ن‍از، ۱۳۷۷؛ تهران: نگاه‏‫، ‏‫۱۳۹۷.‬‬
- م‍ی‍ش‍ی‍م‍ا، ی‍وک‍ی‍و، م‍رگ‌ در ن‍ی‍م‍ۀ ت‍اب‍س‍ت‍ان‌ و داس‍ت‍ان‌ه‍ای‌ دی‍گ‍ر، ت‍رج‍مۀ ه‍رم‍ز ع‍ب‍دال‍ل‍ه‍ی‌، ت‍ه‍ران‌: م‍ع‍ی‍ن‌، ۱۳۶۹.
  - م‍ی‍ش‍ی‍م‍ا، ی‍وک‍ی‍و، ه‍ف‍ت‌ پ‍ل‌، (م‍ن‍ت‍خ‍ب‍ی‌ از م‍ج‍م‍وع‍ۀ م‍رگ‌ در ن‍ی‍م‍ۀ ت‍اب‍س‍ت‍ان‌)، ت‍رج‍م‍ۀ اخ‍ت‍ر اع‍ت‍م‍ادی‌، ت‍ه‍ران‌: ف‍اری‍اب‌، ۱۳۶۴.
- م‍ی‍ش‍ی‍م‍ا، ی‍وک‍ی‍و، معبد سپیده‌دم، ترجمۀ غلامحسین سالمی، تهران: انتشارات نگاه، ۱۳۹۵.
- م‍ی‍ش‍ی‍م‍ا، ی‍وک‍ی‍و، م‍ع‍ب‍د طلائ‍ی‌، ت‍رج‍مۀ م‍ح‍م‍د ع‍ال‍ی‍خ‍ان‍ی‌، زن‍ج‍ان‌: دس‍ت‍ان‌، ۱۳۷۲.
- م‍ی‍ش‍ی‍م‍ا، ی‍وک‍ی‍و، مهد بند، تهران: انتشارات غنچه، ‏‫۱۳۹۴.‬‬‬

### گزیده داستان
- رژۀ پیروزی در بند آرتور: داستان‌های کوتاه ژاپنی از آغاز تا امروز، نوشتۀ هاروکی موراکامی، کوبو آبه، یاسوناری کاواباتا، ریونوسوکه آکوتاگاوا، یوکیو میشیما، سوسکی ناتسومه و دیگران، با مقدمۀ جی توماس رایمر و ان سی جسل، ترجمۀ اشکان کاظمیان‌مقیمی، تهران: نشر شور‌آفرین، ‏‫۱۳۹۵.‬
- آتش گوگردین دوزخ و داستان‌های دیگر از نویسندگان شرق و جنوب شرق آسیا، نوشتۀ یانگ گوا-ژا، یاسوناری کاواباتا، یوکیو میشیما و دیگران، گزینش و ترجمه قاسم صنعوی، تهران: انتشارات دوستان، ‏‫‬‏۱۳۹۸.